# ديزموند دوغلاس
ديزموند دوغلاس (بالإنجليزية: Desmond Douglas)‏ هو لاعب تنس الطاولة بريطاني، ولد في 20 يوليو 1955 في كينغستون في جامايكا.

## وصلات خارجية
- ديزموند دوغلاس على موقع أوليمبيديا (الإنجليزية)
- ديزموند دوغلاس على موقع اللجنة الأولمبية البريطانية (الإنجليزية)